# قلادة الاستقلال (قطر)
قلادة الاستقلال القطرية، أُنشئت عام 1978، وكانت أعلى وأرفع وسام تمنحه دولة قطر.

## التاريخ
أُنشئت قلادة الاستقلال القطرية عام 1978، بموجب "القانون رقم (5) لسنة 1978 في شأن الأوسمة المدنية والعسكرية" الصادر بتاريخ 30 مايو 1978، لتكون أعلى وأرفع وسام قطري، ولِتُمنح للملوك ورؤساء الدول الحاليين والسابقين وأولياء العهد ونواب رؤساء الدول ومن في مستواهم وللشخصيات الرفيعة الأخرى، كما يحملها أمير دولة قطر بِحُكمِ منصبه.

## حائزين عليها
- جورج بوش، عام 1996 – رئيس الولايات المتحدة الأمريكية في حينه.[1]

- محمد بن زايد آل نهيان، عام 2005 – ولي عهد أبوظبي ونائب القائد الأعلى للقوات المسلحة الإماراتية في حينه.[3]

- صباح الأحمد الجابر الصباح، عام 2006 – أمير الكويت في حينه.[4]

- جورج أبيلا، عام 2009 – رئيس مالطا في حينه.[5]